# Equipo Mixto en los Juegos Olímpicos de París 1900
El Equipo Mixto participó Juegos Olímpicos de París 1900. El Comité Olímpico Internacional agrupa los resultados de dicho equipo bajo el código COI: ZZX.

## Medallistas
El equipo olímpico obtuvo las siguientes medallas:
| Nombre                                                                                            | Deporte       | Competición              |
| ------------------------------------------------------------------------------------------------- | ------------- | ------------------------ |
| Oro                                                                                               |               |                          |
| Charles Bennett John Rimmer Sidney Robinson Alfred Tysoe Stan Rowley                              | Atletismo     | 5000 metros por equipo M |
| Denis St. George Daly Foxhall Parker Keene Frank Mackey Alfred Rawlinson                          | Polo          | Torneo M                 |
| Edgar Aabye August Nilsson Eugen Schmidt Gustaf Söderström Karl Staaf Charles Winckler            | Tira y afloja | Equipo M                 |
| Frédéric Blanchy William Exshaw Jacques Le Lavasseur                                              | Vela          | 2-3 ton (regata 1)       |
| Frédéric Blanchy William Exshaw Jacques Le Lavasseur                                              | Vela          | 2-3 ton (regata 2)       |
| Plata                                                                                             |               |                          |
| Walter McCreery Frederick Freake Walter Buckmaster Jean de Madre                                  | Polo          | Torneo M                 |
| Max Décugis Basil Spalding de Garmendia                                                           | Tenis         | Dobles M                 |
| Hélène Prévost Harold Mahony                                                                      | Tenis         | Dobles mixto             |
| Bronce                                                                                            |               |                          |
| Frederick Agnew Gill Robert Fournier-Sarlovèze Edouard Alphonse de Rothschild Maurice Raoul-Duval | Polo          | Torneo M                 |
| Marion Jones (USA) Laurence Doherty                                                               | Tenis         | Dobles mixto             |
| Hedwiga Rosenbaumová Archibald Warden                                                             | Tenis         | Dobles mixto             |